# David Leo Diamond
David Leo Diamond (ur. 9 lipca 1915 w Rochester w stanie Nowy Jork, zm. 13 czerwca 2005 w Brighton w stanie Nowy Jork) – amerykański kompozytor i pedagog.

## Życiorys
Urodził się w rodzinie pochodzenia austriacko-polskiego. Jak dziecko pobierał w Rochester lekcje gry na skrzypcach. Studiował w Cleveland Institute of Music u André de Ribaupierre’a, następnie w latach 1933–1934 w Eastman School of Music u Bernarda Rogersa i w latach 1934–1936 w Dalcroze Institute w Nowym Jorku u Paula Boepple’a i Rogera Sessionsa. W latach 1937–1939 był uczniem Nadii Boulanger w Paryżu. Podczas pobytu we Francji poznał Maurice’a Ravela, Alberta Roussela i Igora Strawinskiego. Laureat stypendium Fundacji Pamięci Johna Simona Guggenheima (1938 i 1941).
W latach 1951–1953 jako stypendysta fundacji Fulbrighta przebywał w Rzymie. Od 1953 do 1965 roku mieszkał we Florencji. Wykładał na Uniwersytecie w Salzburgu, Uniwersytecie Harvarda i State University of New York. Od 1965 roku profesor kompozycji nowojorskiej Manhattan School of Music, a od 1973 do 1986 roku Juilliard School of Music.
Od 1966 roku członek, a od 1974 roku wiceprzewodniczący National Institute of Arts and Letters. Otrzymał Juilliard Publication Award (1937), Paderewski Prize (1943), New York Music Critics’ Circle Award (1944), nagrodę Amerykańskiej Akademii Sztuki i Literatury (1944), William Schuman Award za całokształt twórczości (1985). W 1995 roku został odznaczony National Medal of Arts.

## Twórczość
Był płodnym kompozytorem, jeszcze przed ukończeniem studiów napisał przeszło 100 kompozycji. Większość tych młodzieńczych dzieł później odrzucił. Jako kompozytor był twórcą konserwatywnym, stroniącym od awangardowych prądów XX-wiecznych. W jego twórczości silnie widoczna jest inspiracja muzyką romantyzmu (liryczny charakter melodyki) oraz nawiązania do neoklasycyzmu, przejawiające się w stosowaniu techniki kontrapunktycznej, struktur tematycznych i tradycyjnych form muzycznych (symfonia, koncert, sonata). W zakresie rytmiki widoczne są wpływy folkloru amerykańskiego.
Twórczość Diamonda cechuje się różnorodnością form i gatunków muzycznych. Wczesne kompozycje z lat 30. charakteryzują się wykorzystaniem modalizmów i nawiązaniami do muzyki żydowskiej, podczas gdy utwory z następnej dekady wyróżniają się prostotą i klarownością stosowanych środków. Na początku lat 50. kompozytor odszedł od diatoniki w kierunku totalnej chromatyki.
Był autorem ścieżek dźwiękowych do filmów takich jak A Place to Live (1941), Dreams That Money Can Buy (1947), Strange Victory (1948), Anna Lucasta (1949), Lippold’s The Sun (1965) i Life in the Balance (1966).

## Ważniejsze kompozycje
(na podstawie materiałów źródłowych)

### Utwory orkiestrowe
- 11 symfonii (I 1941, II 1942, III 1945, IV 1945, V 1951 wersja zrewid. 1964, VI 1954, VII 1959, VIII 1960, IX „Michelangelo Buonarotti” na baryton i orkiestrę 1985, X 1992, XI 1992)
- Psalm (1936)
- Aria and Hymn (1937)
- 2 uwertury (I 1937, II „Buoyant Music” 1970)
- Concert Piece (1939)
- The Enormous Room (1948)
- Timon of Athens (1949)
- Sinfonia concertante (1956)
- The World of Paul Klee (1957)
- Sinfonietta (1990)

### Utwory na orkiestrę kameralną
- Hommage à Satie (1935)
- Variations on an Original Theme (1937)
- Heroic Piece (1938)
- Elegy in Memory of Maurice Ravel na instrumenty dęte blaszane, harfę i perkusję (1938, wersja zrewidowana na smyczki i perkusję 1939)
- Music (1939, wersja zrewidowana 1968)
- Koncert (1940)
- Ceremonial Fanfare (1950)
- Elegies (1963)
- Music for Chamber Orchestra (1970)
- Rounds na orkiestrę smyczkową (1944)
- Elegies in Memory of William Faulkner and e.e. cummings na flet, rożek angielski i orkiestrę smyczkową (1966)
- Night Thoughts (1995–1996)

### Utwory na instrumenty solowe i orkiestrę
- trzy koncerty skrzypcowe (I 1936, II 1947, III 1968)
- koncert wiolonczelowy (1938)
- koncert fortepianowy (1950)
- Concertino na fortepian i orkiestrę (1965)
- Kaddish na wiolonczelę i orkiestrę (1990)

### Utwory na skrzypce i fortepian
- 2 sonaty (I 1946, II 1981)
- Candide (1946)
- Perpetual Motion (1946)
- Chaconne (1948)

### Utwory fortepianowe
- 4 Gymnopedies (1937)
- 52 Preludes and Fugues (1940)
- 2 sonaty fortepianowe (1947, 1972)
- The Tomb of Melville (1949)
- A Private World (1959)
- Then and Now (1962)
- Alone at the Piano (1967)
- Prelude, Fantasy and Fugue (1983)

### Inne utwory instrumentalne
- 10 kwartetów smyczkowych (I 1940, II 1944, III 1946, IV 1951, V 1960, VI 1962, VII 1964, VIIII 1964, IX 1966, X 1968)
- Sonata na wiolonczelę i fortepian (1936, wersja zrewidowana 1938)
- Partita na obój, fagot i fortepian (1935)
- Kwartet fortepianowy (1938)
- Kwintet na klarnet, 2 altówki i 2 wiolonczele (1950)
- Trio fortepianowe (1951)
- Diaphony na instrumenty dęte, dwa fortepiany, kotły i organy (1956)
- Kwintet dęty (1958)
- Night Music na akordeon i kwartet smyczkowy (1961)
- Nonet na 3 skrzypiec, 3 altówki i 3 wiolonczele (1962)
- Kwintet fortepianowy (1972)
- Sonata na skrzypce (1959)
- Sonata na wiolonczelę (1959)
- Sonata na akordeon (1963)
- Introduction and Dance na akordeon (1966)

### Utwory wokalne
- Vocalises na sopran i altówkę (1935)
- Two Elegies na sopran i kwartet smyczkowy (1935)
- Somewhere I have never traveled do słów E.E. Cummingsa na głos i orkiestrę (1938)
- Young Joseph do słów Thomasa Manna na chór żeński i smyczki (1944)
- 2 Anthems na chór a cappella do własnego tekstu (1955)
- Prayer for Peace na chór a capella (1960)
- The Mad Maids Song na głos, flet i klawesyn do słów Roberta Herricka (1937, wersja zrewidowana 1953)
- The Martyr na chór męski i orkiestrę do słów Hermana Melville’a (1950, wersja zrewidowana 1964)
- Mizmor L’David na tenora, chór i organy (1951)
- Ahavala na narratora i orkiestrę (1954)
- This Sacred Ground na baryton, chór, chór dziecięcy i orkiestrę do słów Abrahama Lincolna (1962)
- symfonia chóralna To Music na tenora, bas-baryton, chór i orkiestrę do słów Johna Masefielda i Henry’ego Wadswortha Longfellowa (1967)
- A Secular Cantata na tenora, baryton, chór i orkiestrę do słów Jamesa Agee (1976)
- cykle pieśni Four Ladies do słów Ezry Pounda (1935, wersja zrewid. 1962), Three Epitaphs do słów Sylvii Townsend Warner (1938), Five Songs from the Tempest do słów Szekspira (1944), L’âme de Debussy do słów Claude’a Debussy’ego (1949), The Midnight Meditation do słów Eldona Olsona (1950), We Two do słów Szekspira (1964), Hebrew Melodies do słów Byrona (1967), Love and Time do słów Katie Louchheim (1969), The Fall do słów Jamesa Agee (1971)

### Utwory sceniczne
- opera David (1935)
- opera Twisting the Rope do libretta według W.B. Yeatsa (1940)
- komedia muzyczna Mirandolina w 4 aktach do libretta według Carlo Goldoniego (1958)
- The Golden Slippers w 2 aktach do libretta Samuela Citrona (1965)
- opera The Noblest Game w 2 aktach do libretta Katie Louchheim (1971)

### Balety
- Formal Dance (1935, wyst. Nowy Jork 1935)
- TOM (1936)
- Dance of Liberation (1936, wyst. Nowy Jork 1938)
- The Dream of Audubon (1942)
- Labirynth (1946, wyst. Nowy Jork 1949)